# Bunsoh
Bunsoh er en by og kommune i det nordlige Tyskland, beliggende i Amt Mitteldithmarschen i den centrale del af Kreis Dithmarschen. Kreis Dithmarschen ligger i den sydvestlige del af delstaten Slesvig-Holsten.

## Geografi
Kommunen ligger i Ditmarskens gest i nærheden af Albersdorf i en skovrig egn ud til Kielerkanalen. I kommunen ligger, udover Bunsoh, landsbyen Westerau.

### Nabokommuner
Nabokommuner er (med uret fra nord) kommunerne Immenstedt, Osterrade, Offenbüttel (alle i Kreis Dithmarschen), Steenfeld og Beldorf (begge i Kreis Rendsburg-Eckernförde) samt Wennbüttel, Albersdorf, Arkebek og Schrum (alle igen i Kreis Dithmarschen).